# Rivula striatura
Rivula striatura är en fjärilsart som beskrevs av Swinhoe 1895. Rivula striatura ingår i släktet Rivula och familjen nattflyn. Inga underarter finns listade.